# 任芳鑑
任芳鑑（1565年—1613年），字馨甫，號景星，陝西省延安府綏德州人，軍籍，明朝政治人物。

## 生平
萬曆二十二年（1594年）甲午科陕西乡试第五十四名舉人，萬曆三十八年（1610年）庚戌科會試二百十一名，第三甲第二百三十二名進士。吏部觀政，授直隸永平府推官，萬曆四十一年（1613年）癸丑卒。

## 家族
曾祖任志寬，選貢；祖任綸，布政司照磨，敕贈承德郎；父任國相，丁卯亞魁舉人、任遼州知州，敕封承德郎；母馬氏（敕封安人）。永感下，妻艾氏，弟藻鑑（庠生）；衡鑑（庠生）；秉鑑（庠生）。子廣徹（廣胤）。